# أني رودريغيز
أنّي رودريغيز (بالإسبانية: Ani Rodríguez) هي مغنية بيروفية، ولدت في 7 سبتمبر 1989 في ليما في بيرو.

## وصلات خارجية
- الموقع الرسمي
- أنّي رودريغيز على موقع IMDb (الإنجليزية)